# Hydriomena lineata
Hydriomena lineata är en fjärilsart som beskrevs av Heinrich Deutch 1917. Hydriomena lineata ingår i släktet Hydriomena och familjen mätare. Inga underarter finns listade i Catalogue of Life.